# Ceropegia meyeri-johannis
Ceropegia meyeri-johannis är en oleanderväxtart som beskrevs av Adolf Engler. Ceropegia meyeri-johannis ingår i släktet Ceropegia och familjen oleanderväxter. Inga underarter finns listade i Catalogue of Life.